# Fajkomplexum
A biológiai rendszertanban a fajkomplexum (latinul: species complex) kategóriát azokra a fajokra használják, amelyek külső vizsgálat alapján nem különböztethetők meg egymástól, azonban nem képesek szaporodni egymással, és a genetikai összehasonlításuk szerint külön fajoknak tekintendők.
A fajkomplexum értelemszerűen a nem (genus) és a faj (species) között helyezkedik el:
- genus
  - (species supercomplex)
    - species complex
      - (species subcomplex)
        - species

A fajkomplexumra jó példa az Apistogramma nembe tartozó halfajok kapcsolata.